# Ильич (Минская область)
Ильич (бел. Iльiч) — деревня в Пуховичском районе Минской области. Входит в состав Туринского сельсовета.

## Географическое положение
Находится примерно в 11 километрах северо-восточнее райцентра и в 14 километрах от железнодорожной станции Пуховичи на линии Минск—Осиповичи, в 56 км от Минска.

## История
Населённый пункт был основан в 1920-е годы как посёлок на территории Туринского сельсовета Пуховичского района (с 20 февраля 1938 — Минской области). Согласно переписи населения СССР 1926 года здесь насчитывалось 16 дворов, проживали 87 человек. В период Великой Отечественной войны оккупирован немецко-фашистскими захватчиками в конце июня 1941 года. Освобождён в начале июля 1944 года. На 1960 год посёлок, где проживали 44 человека. По состоянию на 2002 год деревня в составе Туринского сельсовета, относившаяся к колхозу «Знамя коммунизма» (бел. Сцяг камунізму), здесь было 6 круглогодично обитаемых дворов, 8 постоянных жителей. На 2007 год 4 двора, 7 жителей. К 2010 году осталось всего 2 круглогодично обитаемых дома и 2 постоянных жителя, а к 2012 году — 1 дом и 1 житель. На 2013 год деревня относилась к СПК «Турин»

## Население
- 1926 — 16 дворов, 87 жителей
- 1960 — 85 жителей
- 2002 — 6 дворов, 8 жителей
- 2007 — 4 двора, 7 жителей
- 2010 — 2 двора, 2 жителя
- 2012 — 1 двор, 1 житель
- 2019 —